# Labeobarbus acutirostris
Labeobarbus acutirostris és una espècie de peix pertanyent a la família dels ciprínids.

## Descripció
- Fa 41 cm de llargària màxima.
- És de color blanc platejat.[5][6]

## Alimentació
Els joves mengen zooplàncton i larves d'insectes, mentre que els adults es nodreixen de peixos.

## Hàbitat
És un peix d'aigua dolça, bentopelàgic i de clima tropical (13°N-11°N).

## Distribució geogràfica
Es troba a Àfrica: és un endemisme del llac Tana (Etiòpia).

## Estat de conservació
Es troba amenaçat per la sobrepesca que pateix i la reducció en el nombre dels seus llocs de fresa.

## Observacions
És inofensiu per als humans.